# Phoenicoprocta rubriventer
Phoenicoprocta rubriventer är en fjärilsart som beskrevs av George Francis Hampson 1898. Phoenicoprocta rubriventer ingår i släktet Phoenicoprocta och familjen björnspinnare. Inga underarter finns listade i Catalogue of Life.